# Mariangela Fantozzi
Mariangela Fantozzi è un personaggio letterario e cinematografico ideato dallo scrittore e attore Paolo Villaggio. Compare sia nelle opere di narrativa che nei film incentrati sul personaggio del padre, il ragionier Ugo Fantozzi. Nella rappresentazione cinematografica, è stata sempre interpretata dall'attore Plinio Fernando tranne che nel penultimo capitolo (Fantozzi - Il ritorno) nel quale venne interpretata da Maria Cristina Maccà. Nei film Fantozzi e Il secondo tragico Fantozzi è doppiata da Francesca Guadagno, in Fantozzi contro tutti è doppiata da Fabrizio Mazzotta, mentre nei restanti cinque film Fernando recita con la sua voce, così come la Maccà nel penultimo film della saga.

## Biografia del personaggio
Mariangela è la figlia del ragionier Ugo Fantozzi e della signora Pina Fantozzi. Nel primo film, Fantozzi, del 1975, la sua età è intorno ai 10 anni. Particolarmente brutta e sgraziata, dimostra un profondo attaccamento alla famiglia e al padre in particolare. A causa del suo aspetto, profondamente simile a quello di una scimmia, a volte il ragioniere e i suoi colleghi, per sbaglio, la chiamano "bertuccia" o "babbuina" invece di "bambina". A Fantozzi capita spesso di spaventarsi quando se la ritrova davanti all'improvviso ed anche, in alcune situazioni in cui ci sono delle scimmie vere o di peluche, come al circo o in un negozio di animali, di confonderle con Mariangela.
La signora Pina invece è l'unica che considera la propria figlia bella. Mariangela compare in tutti i film della saga tranne nell'ultimo; dopo un periodo in cui lavora come commessa in un negozio di animali, suo padre richiede ed ottiene per lei un impiego alle Poste. Ha una figlia di nome Uga, detta Ughina e ancora più brutta di lei, che ha avuto da Loris Batacchi, suo caporeparto alle Poste, un volgare seduttore che ha fatto l'amore con lei mettendola incinta solo per vincere una scommessa. Il padre adottivo di Uga è Piero Bongo, un uomo anch'esso dai tratti scimmieschi, a cui Mariangela si è legata successivamente. Uga Fantozzi è interpretata da Plinio Fernando in Fantozzi va in pensione, Fantozzi alla riscossa e Fantozzi in paradiso, da Maria Cristina Maccà in Fantozzi - Il ritorno e da Dodi Conti in Fantozzi 2000 - La clonazione. Nel nono capitolo della saga, Mariangela affida la figlia Uga ai genitori.

## Filmografia

### Interpretata da Plinio Fernando
- Fantozzi (1975)
- Il secondo tragico Fantozzi (1976)
- Fantozzi contro tutti (1980)
- Fantozzi subisce ancora (1983)
- Superfantozzi (1986)
- Fantozzi va in pensione (1988) Mariangela/Uga
- Fantozzi alla riscossa (1990) Mariangela/Uga
- Fantozzi in paradiso (1993) Mariangela/Uga

### Interpretata da Maria Cristina Maccà
- Fantozzi - Il ritorno (1996) Mariangela/Uga

### Interpretata da Dodi Conti
- Fantozzi 2000 - La clonazione (1999) Uga

### Programmi TV
- Obladì Obladà (Raiuno, 1985)
- 1500 ma non li dimostra (Canale 5, 1988)